# Brunettia unipunctata
Brunettia unipunctata är en tvåvingeart som beskrevs av Freeman 1951. Brunettia unipunctata ingår i släktet Brunettia och familjen fjärilsmyggor.
Artens utbredningsområde är Fiji. Inga underarter finns listade i Catalogue of Life.